# Installacions Principat
  TR Installacions Principat – klub piłkarski z Andory z siedzibą w Andorra la Vella, grający w sezonie 2005/2006 w II lidze Andory.